# Axel Nielsen
 Der er flere personer med dette navn, se Aksel Nielsen.
Axel Eduard Hjorth Nielsen (født 30. december 1880 i København, død 22. maj 1951 i Gentofte) var en dansk nationaløkonom. Han blev dr.phil i 1908 og var professor ved Københavns Universitet fra 1911 til 1951 og rektor for samme 1935-1936.

## Akademisk karriere
Nielsen var søn af pianoforteinstrumentmager J. Nielsen (død 1890) og hustru f Rønne (død 1890). Axel Nielsen beskæftigede sig med økonomisk historie, herunder industrihistorie og pengepolitik. I 1905 besvarede han Universitetets prisopgave, og fik universitetets guldmedalje for en afhandling om prisbevægelsen i Danmark 1650-1750, og hvor af de væsentligste partier senere blev trykt i Jahrbücher für Nationalökonomie und Statistik (III Folge, Band 31, 1906). I dette arbejde indsamlede og bearbejdede han et betydeligt trykt og utrykt materiale, som han benyttede med forsigtighed og under udøvelse af kildekritik, så at det trods sine mangler kunne tjente til at uddybe kendskabet til tidens prisudvikling. I 1906 fik Axel Nielsen ansættelse på Det kongelige Bibliotek, hvor han i 1908 blev assistent og i 1910 underbibliotekar.
Med afhandlingen Specier, Kroner og Kurant, en Studie over den faldende Rigsdalerværdi i Danmark 1671— 1726 fik han i 1908 tildelt den statsvidenskabelige doktorgrad. Doktordisputatsen var en grundig redegørelse for udmøntningen i den pågældende periode, og der gives her for første gang en beregning de danske penges intervalutariske værdi, især i forhold til den hamborgske Bancothaler. Vægten er lagt på at udrede de på grund af tidens møntforhold delvis meget indviklede beregninger mens eftersporelsen af årsagerne til de konstaterede forhold tillægges mindre vægt.
I 1937 fik han overdraget ansvaret for udgivelsen af det af Otto Mønsteds Fond bekostede store værk om Industriens Historie Danmark. Selv forestod han skildringen af dansk industris udvikling mellem 1820 og 1870, der blev så omfattende, at den måtte deles i to halvbind, et om de almindelige forhold og et om de enkelte industrigrene. Her blev for første gang givet en fremstilling af selve de vilkår, hvorunder industrien var opvokset under i Danmark, forholdet til statsmagten blandt andet gennem toldpolitiken, og kapitalforhold, organisationsformer, produktionsomfang, og prisforhold med mere, der blev grundigt belyst. Mange enkeltheder blev fremdraget under arkivstudierne og den samtidige litteratur blev ligeledes inddraget til et levende helhedsbillede og bedømt ud fra selvstændige og frugtbare økonomiske synspunkter. Værkets største svaghed var udeladelsen af tiden efter 1870 og dermed muligheden for at bedømme industriens udvikling i et samlet helhedsperspektiv.

## Deltagelse i offentligt liv
Axel Nielsen havde skarpe meninger om den førte valutapolitik og kritiserede Nationalbanken for at give efter for politisk pres. I de talrige råd, udvalg og kommissioner, der i de første år efter 1. verdenskrig blev nedsat til drøftelse af valutasituationen, fik Axel Nielsen sæde, og mens han til en begyndelse stod så temmelig alene, fik han efterhånden voksende tilslutning til sine synspunkter. Han var medlem af Den Overordentlige Kommission af 8. august 1914 til den ophævedes 1921.
I 1926 udarbejdede Axel Nielsen til brug for Handelsministeriet og Valutaudvalget en redegørelse for de økonomiske og finansielle spørgsmål, der knyttede sig til en genindførelse af guldfoden i form af en nedskåret "shillingkrone". Heri afholdt han sig omhyggeligt fra enhver vurdering af, om man burde skride til en sådan nedskrivning, men i dagspressen gik han stærkt ind for en tilbageføring af kronen til dens gamle paritet.

## Tillidshverv
Axel Nielsen opnåede adskillige tilllidshverv: han var fra 1922 statens repræsentant i Nationalbanken, 1926—1936 formand i tilsynsrådet for Kongeriget Danmarks Hypotekbank, formand for Nationaløkonomisk Forening 1928—1937 og æresmedlem 1947, formand for Revisoreksamenskommissionen fra 1934 til sin død, medlem af Banklovkommissionen af 1928, fra 1937 medlem af Akademiet for de Tekniske Videnskaber, fra 1942 medlem af Videnskabernes Selskab. Desuden medlem af bestyrelsen for A/S Jacob Holm & Sønner's Fabrikker 1948 og Kommandør af 1. grad af Dannebrog og Dannebrogsmand.

## Forfatterskab
Axel Nielsens forfatterskab var meget omfattende. Ved siden af stribevis af artikler og debatindlæg har han blandt andet skrevet:
- Axel Nielsen: Den tyske kameralvidenskabs opstaaen i det 17. Aarhundrede, avec un résumé en français. i: Det Kongelige Danske Videnskabernes Selskabs Skrifter, 7 række historisk og filologisk Afdeling II, 2, 1911.
- Axel Nielsen: "Industriens Historie i Danmark, III (1820-1870), 1 Halvbind: Industriens Forhold i Almindelighed" (København 1944) ISBN 87-7500-849-1
- Axel Nielsen: "Industriens Historie i Danmark, III (1820-1870), 2 Halvbind: Enkelte Industrier" (København 1944) ISBN 87-7500-850-5
- Axel Nielsen: Det statsvidenskabelige Studium i Danmark før 1848, Gyldendal, 1948.

## Nekrolog
- Carl Iversen: "Axel Nielsen 30. december 1880—22. maj 1951" (Nationaløkonomisk Tidsskrift: Bind 89; 1951)

## Andres anmeldelser
- Even Marstrand (anmeldelse af): "INDUSTRIENS HISTORIE I DANMARK. Udg. af Axel Nielsen. I. Aksel E. Christensen: indtil ca. 1730. I kommission hos G. E. C. Gad. Kbh. 1943. 222 s." (Nationaløkonomisk Tidsskrift, Bind 81; 1943)
- Even Marstrand (anmeldelse af): "INDUSTRIENS HISTORIE I DANMARK. Udg. af Axel Nielsen. II. J. O. Bro Jørgensen: 1730—1820. I komm. hos G. E. C. Gad. Kbh. 1943. 236 s." (Nationaløkonomisk Tidsskrift, Bind 82; 1944)
- Even Marstrand (anmeldelse af): "INDUSTRIENS HISTORIE I DANMARK. Udg. af Axel Nielsen. III. Axel Nielsen: Tiden 1820—1870. I Komm, hos G. E. C. Gad. Kbh. 1944. 1. Halvbind. Industriens Forhold Almindelighed. 419 S. 2. Halvbind. Enkelte Industrier. 277 S." (Nationaløkonomisk Tidsskrift, Bind 83; 1945)
- Albert Olsen (Anmeldelse af): "Industriens Historie i Danmark, udgivet af Axel Nielsen. I. Aksel E. Christensen: Tiden indtil c. 1730. København 1943)" (Historisk Tidsskrift, 10. række, Bind 6; 1942)
- Albert Olsen (anmeldelse af): "Industriens Historie i Danmark. II. Tiden 1730-1820 af J. O. Bro Jørgensen. København 1943. 236 Sider." (Historisk Tidsskrift, 11. række, Bind 2; 1947)
- Jens Vibæk (anmeldelse af): "Industriens Historie i Danmark, udgivet af Axel Nielsen. I. Bind, Aksel E. Christensen: Tiden indtil ca. 1730. I Kommission hos G. E. C. Gads Forlag. 1943. 222 Sider." (Ledelse og Erhvervsøkonomi/Handelsvidenskabeligt Tidsskrift/Erhvervsøkonomisk Tidsskrift, Bind 7; 1943)
- Jens Vibæk (anmeldelse af): "Industriens Historie i Danmark, udgivet af Axel Nielsen. II. Bind, J. 0. Bro Jørgensen: Tiden 1730 —1820. I Kommission hos G. E. C. Gads Forlag. 1943. 236 Sider." (Ledelse og Erhvervsøkonomi/Handelsvidenskabeligt Tidsskrift/Erhvervsøkonomisk Tidsskrift, Bind 8; 1944)
- Jens Vibæk (anmeldelse af): "Industriens Historie i Danmark, udgivet af Axel Nielsen, III Bind, Axel Nielsen: Tiden 1820—1870. 1. Halvbind, Industriens Forhold i Almindelighed. 2. Halvbind, Enkelte Industrier." (Ledelse og Erhvervsøkonomi/Handelsvidenskabeligt Tidsskrift/Erhvervsøkonomisk Tidsskrift, Bind 9; 1945)